# Acidava
Acidava (Acidaua) fue una fortaleza dacia y después romana en el río Olt cerca del bajo Danubio. Los restos del poblamiento están localizados en el actual Enoşeşti, Distrito de Olt, Oltenia, Rumania.

## Historia
Después de la conquista romana de Dacia por el  emperador romano Trajano, Acidava fue un centro civil y militar, con castra construido en el área. Acidava fue parte de las Limes Alutanus, una línea de fortificaciones que construyó el emperador Adriano del norte al sur a lo largo del Alutus, río Olt. La función de las líneas era controlar los roxolanos del este y disuadir cualquier posible ataque.
Acidava fue descrito en la Tabula Peutingeriana entre Romula y Rusidava.
El mismo documento describe un segundo Acidava, entre Cedoniae y Apula, pero algunos autores creen que es un error de copia y el nombre correcto es Sacidava, otra ciudad dacia.

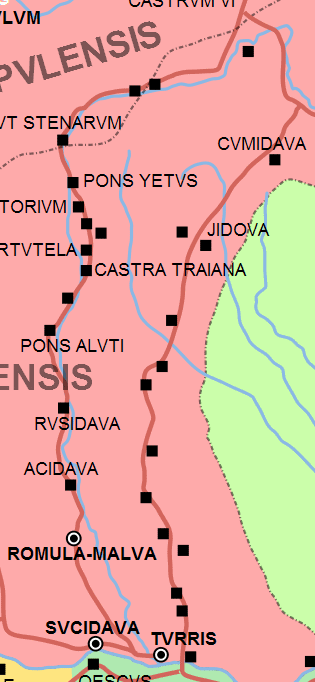
Acidava dentro de la Limas Alutanus - línea Roja a la izquierda